# Emirates Stadion

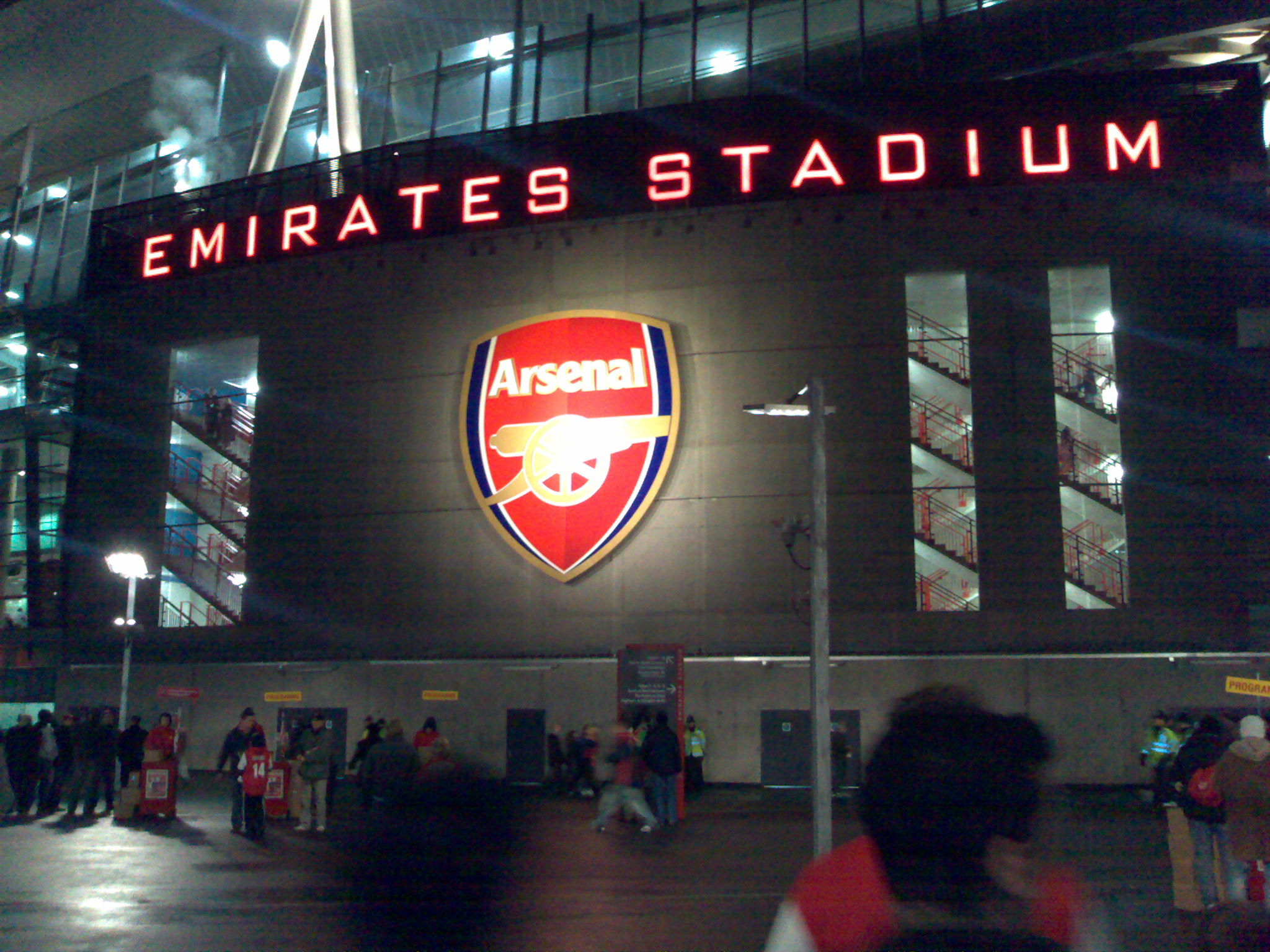
Az Emirates Stadion kivilágított felirata este

Az Emirates Stadion egy labdarúgó-stadion Észak-Londonban, Holloway-ben az Ashburton Grove-on, ami az Arsenal Football Club otthona, amióta 2006 júliusában megnyitották. A stadion 60 355 ülőhelyes, ami a harmadik legnagyobb Premier League stadionná teszi az Old Trafford és a Tottenham Hotspur Stadion után és a harmadik legnagyobbá az összes londoni közül a Wembley és a Twickenham rögbi stadion után. A tervezési és építési időszak alatt Ashburton Grove-ként volt ismert, mielőtt a névadási jogról megállapodott az Emirates légitársaság 2004 októberében. A stadion beruházása 390 millió £-ba került, de nem mind volt a jelenlegi konstrukcióé.

## Stadion
A stadion négyemeletes, a lelátó feletti tetőszerkezettel, de a pálya nem fedett. A designcsapat építészmérnökei a HOK Sport-tól kerültek ki, az építmény tanácsadói az AYH-tól voltak és a műszaki cég a Buro Happold volt. A stadiont a Sir Robert McAlpine építette a korábbi Ashburton Grove ipari telekén, néhány száz méterre az Arsenal korábbi pályájától, a Highbury-től.

## Név

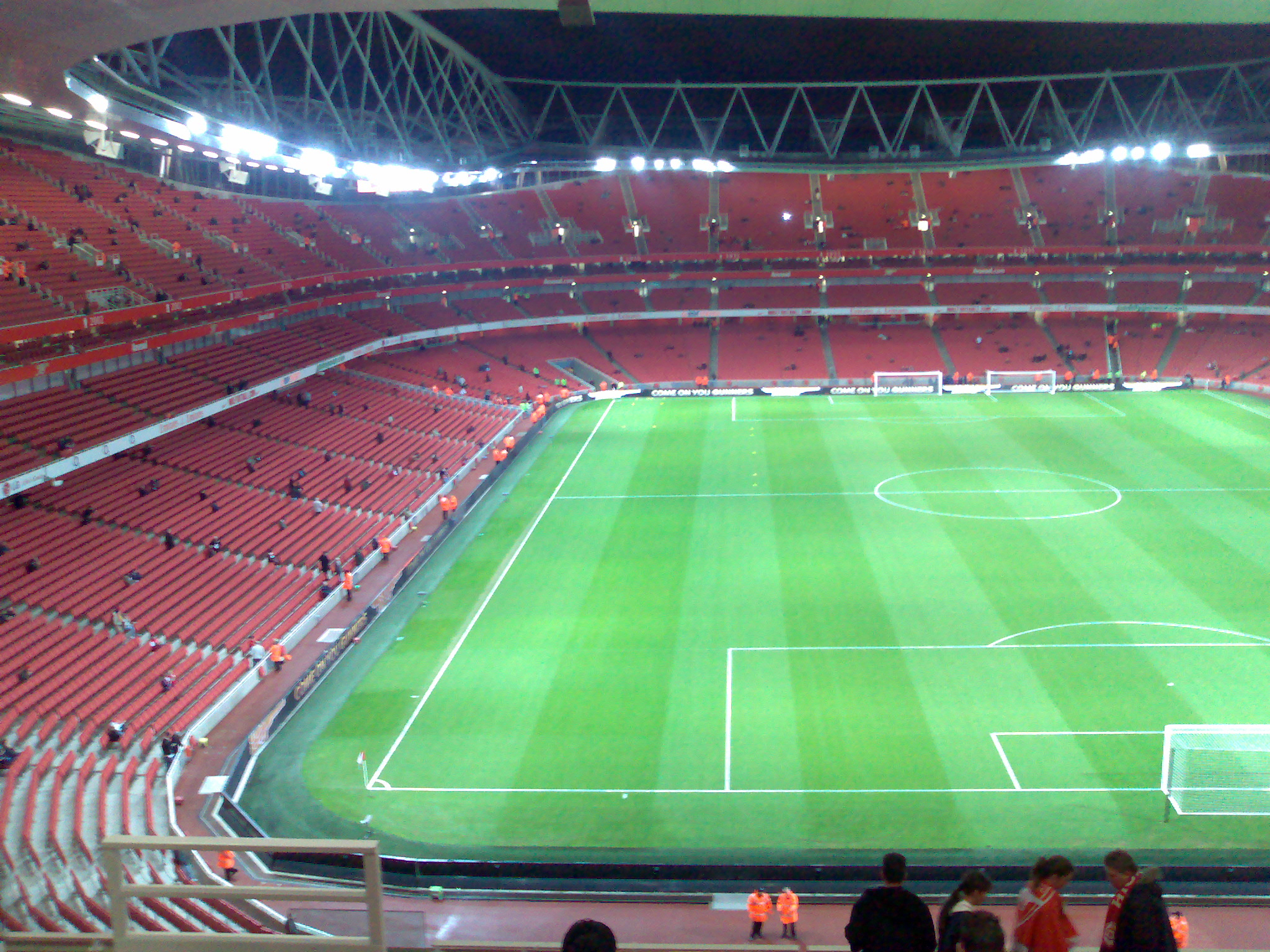
Az Emirates Stadion belseje

2004. október 5-én jelentették be, hogy Emirates Stadion lesz a neve az első 15 évben, azután, hogy a megállapodás szerinti 100 millió £ szponzori egyezséget kötöttek az Emirates-szel a 2006-07-es idény kezdetekor.
A stadion nevét gyakran bizalmas stílusban "The Emirates"-nek rövidítik, annak ellenére, hogy néhány szurkoló folyamatosan a korábbi nevet használja, az "Ashburton Grove"-ot az új stadionra, különösen azok, akik nevetséges dolognak tartják a koncepciót a stadiont szponzoráló névadó vállalattal. Ezek az eltérések a hivatalos és nem hivatalos nevek között hasonlóak ahhoz a viselkedéshez, amely az Arsenal korábbi pályáját, az Arsenal Stadiont szinte általánosan "Highbury"-ként azonosították a szurkolók, a média és a klub maga.
Megfelelően az UEFA stadion szponzori előírásainak, az UEFA-bajnokok ligája mérkőzések alatt a stadionra nem a hivatalos Emirates Stadion-ként utalnak, mivel az Emirates nem támogatója a Bajnokok Ligája rendezvénynek; más stadionok, mint az Allianz Arena Münchenben ennek a szabálynak a tiltása alá estek. Az UEFA Arsenal Stadiumként azonosítja a stadiont, ami a hivatalos neve volt a Highburynek is.

## Látogatottság
A legmagasabb látogatottságú mérkőzés az Emirates Stadionban 60 132 néző volt, egy 2-1-es győzelemkor a Reading felett 2007. március 3-án. Az átlag nézőszám az első csapat mérkőzésein az első szezonban, 2006-07-ben 59 837 volt.